# 茲瓦特河
52°38′18″N 6°0′45″E / 52.63833°N 6.01250°E

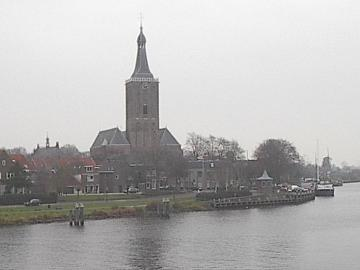
茲瓦特河

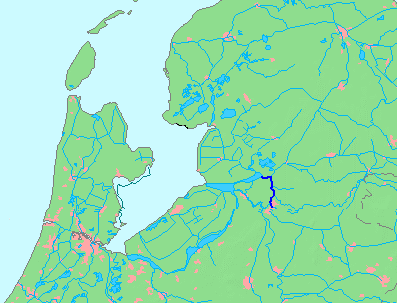
茲瓦特河位置（深藍線）

茲瓦特河（荷蘭語：Zwartewater，意为“黑水”）是荷蘭的河流，河道全長20公里，發源自茲沃勒，由兩條河流匯流而成，最終注入愛塞湖，該河有花格貝母生長，右支流有费赫特河。